# Lillkyrka landskommun, Östergötland
För andra landskommuner med detta namn, se Lillkyrka landskommun.
Lillkyrka landskommun var en tidigare kommun i Östergötlands län.

## Administrativ historik
När 1862 års kommunalförordningar trädde i kraft inrättades i Sverige cirka 2 500 kommuner. Huvuddelen av dessa var landskommuner (baserade på den äldre sockenindelningen), vartill kom 89 städer och åtta köpingar. I Lillkyrka socken i Åkerbo härad i Östergötland inrättades då denna kommun.
Vid kommunreformen 1952 uppgick denna i storkommunen Åkerbo.
År 1971 upplöstes Åkerbo landskommun och detta område fördes så till Linköpings kommun.